# Élections législatives de 1951 dans le Morbihan
Les élections législatives françaises de 1951 se déroulent le 17 juin. 
Scrutin : représentation proportionnelle suivant la règle de la plus forte moyenne dans le département, sans panachage. 
Le vote préférentiel est admis. Il y a 627 sièges à pourvoir.
Dans le département du Morbihan, sept députés sont à élire.

## Candidats

### Liste d'union (Action sociale et paysanne)
| N° | Candidats | Candidats               | Parti | Principales fonctions |
| -- | --------- | ----------------------- | ----- | --- |
| 01 |           | Robert Bidard de la Noë | CNIP  | Président du syndicat départemental des exploitants agricoles, maire d'Elven                                                                  |
| 02 |           | Paul Ihuel              | MRP   | Ancien secrétaire d'État à l'Agriculture, Président du Conseil général,conseiller général du canton du Faouët, maire de Berné, député sortant |
| 03 |           | Raymond Marcellin       | CNIP  | Ancien sous-secrétaire d'État à l'Intérieur, Ancien sous-secrétaire d'État au commerce et à l'industrie, député sortant                       |
| 04 |           | Paul Hutin-Desgrées     | MRP   | Directeur général d'Ouest-France, Médaille de la Résistance, député sortant                                                                   |
| 05 |           | Henri Dufau de Maluquer | CNIP  | Conseiller général, maire du Tour-du-Parc, ostréiculteur                                                                                      |
| 06 |           | Joseph Yvon             | MRP   | Conseiller général de l'Île de Groix, conseiller municipal de Lorient, député sortant                                                         |
| 07 |           | François Orgebin        | CNIP  | Colonel en retraite, Questembert |

### Liste du Rassemblement du peuple français
| N° | Candidats | Candidats                | Parti | Principales fonctions                                                          |
| -- | --------- | ------------------------ | ----- | ------------------------------------------------------------------------------ |
| 01 |           | Victor Golvan            | RPF   | Docteur-vétérinaire, conseiller général, maire de Quiberon                     |
| 02 |           | Honoré Lelièvre          | RPF   | Agriculteur, conseiller général, maire d'Allaire                               |
| 03 |           | Didier Borgnis-Desbordes | RPF   | Entrepreneur de travaux publics, conseiller du commerce extérieur de la France |
| 04 |           | Roger-Émile Gossard      | RPF   | Délégué ouvrier à l'Arsenal de Lorient                                         |
| 05 |           | Jean-Pierre Calvez       | RPF   | Agriculteur, conseiller général du canton de Gourin                            |
| 06 |           | Jules Laurent            | RPF   | Docteur en médecine, conseiller général du canton de Lorient-II                |
| 07 |           | Georges-Paul Menais      | RPF   | Négociant, conseiller municipal de Locminé                                     |

### Liste d'union républicaine, résistante et antifasciste présentée par le PCF
| N° | Candidats | Candidats          | Parti | Principales fonctions                                                           |
| -- | --------- | ------------------ | ----- | ------------------------------------------------------------------------------- |
| 01 |           | Louis Guiguen      | PCF   | Député sortant, conseiller municipal de Lorient, Médaille de la Résistance      |
| 02 |           | Roger Le Hyaric    | PCF   | ex-Commandant Pierre dans la Résistance, ancien ouvrier de l'Arsenal de Lorient |
| 03 |           | Albert Le Coguic   | PCF   | Cultivateur, conseiller municipal de Saint-Tugdual                              |
| 04 |           | Mathilde Chassaing | PCF   | Ménagère                                                                        |
| 05 |           | Pierre Mazier      | PCF   | Ancien FFI-FTP, professeur de philosophie                                       |
| 06 |           | Marcel Tréguier    | PCF   | Ouvrier du bâtiment, interné de la Résistance, Hennebont                        |
| 07 |           | Émile Carlach      | PCF   | Cultivateur à Plouray                                                           |

### Liste socialiste SFIO
| N° | Candidats | Candidats            | Parti | Principales fonctions                                                 |
| -- | --------- | -------------------- | ----- | --------------------------------------------------------------------- |
| 01 |           | Jean Le Coutaller    | SFIO  | Député sortant, instituteur, ancien résistant FFI, Lorient            |
| 02 |           | Henri Gauthier       | SFIO  | Conseiller municipal de Vannes, instituteur                           |
| 03 |           | Arsène Bigno         | SFIO  | Adjoint au maire de Cléguérec, conseiller général, agriculteur        |
| 04 |           | François Giovannelli | SFIO  | Maire d'Inzinzac-Lochrist, directeur de coopérative, ancien résistant |
| 05 |           | Louise Le Ravallec   | SFIO  | Conseillère municipale de Guémené-sur-Scorff                          |
| 06 |           | Jean Mandart         | SFIO  | Directeur de l'hôpital de Ploërmel                                    |
| 07 |           | Pierre Héno          | SFIO  | Maire de Moustoir-Remungol                                            |

### Liste du Rassemblement des gauches républicaines
| N° | Candidats | Candidats       | Parti | Principales fonctions                    |
| -- | --------- | --------------- | ----- | ---------------------------------------- |
| 01 |           | Jean Panhaleux  | RGR   | Retraité, conseiller général de la Seine |
| 02 |           | Roger Leroux    | RGR   | Professeur                               |
| 03 |           | Albert Commelin | RGR   | Commerçant                               |
| 04 |           | Olivier Pillet  | RGR   | Maire de Saint-Pierre-Quiberon           |
| 05 |           | Bénoni Caudal   | RGR   | Artisan                                  |
| 06 |           | Jules Kersuzan  | RGR   | Commerçant drapier à Ploërmel            |
| 07 |           | Yves Pelleteur  | RGR   | Médecin à Guiscriff                      |

## Élus
Les sept députés élus sont : 
| Député sortant      | Parti | Parti | Député élu ou réélu | Parti | Parti |
| ------------------- | ----- | ----- | ------------------- | ----- | ----- |
| Louis Guiguen       |       | PCF   | Louis Guiguen       |       | PCF   |
| Jean Le Coutaller   |       | SFIO  | Jean Le Coutaller   |       | SFIO  |
| Paul Ihuel          |       | MRP   | Paul Ihuel          |       | MRP   |
| Paul Hutin-Desgrées |       | MRP   | Paul Hutin-Desgrées |       | MRP   |
| Joseph Guyomard     |       | MRP   | Victor Golvan       |       | RPF   |
| Joseph Yvon         |       | MRP   | Robert de la Noë    |       | CNIP  |
| Raymond Marcellin   |       | Pays. | Raymond Marcellin   |       | CNIP  |

## Résultats

### Résultats à l'échelle du département
| Parti    | Parti      | Tête de liste     | Résultats | Résultats | Sièges | Sièges |
| Parti    | Parti      | Tête de liste     | Voix      | %         |        |        |
| -------- | ---------- | ----------------- | --------- | --------- | ------ | ------ |
|          | CNIP - MRP | Robert de la Noë  | 104 874   | 42.12     | 4      |        |
|          | RPF        | Victor Golvan     | 52 104    | 20.93     | 1      |        |
|          | PCF        | Louis Guiguen     | 42 948    | 17.25     | 1      |        |
|          | SFIO *     | Jean Le Coutaller | 34 097    | 13.69     | 1      |        |
|          | RGR *      | Jean Panhaleux    | 11 718    | 4.71      |        |        |
|          |            |                   |           |           |        |        |
| Inscrits | Inscrits   | Inscrits          | 321 022   | 100,00    | 7      |        |
| Votants  | Votants    | Votants           | 248 979   | 77.56     |        |        |
| Exprimés | Exprimés   | Exprimés          | 245 741   | 76.55     |        |        |

- * Listes apparentées